# 唐云舒
唐云舒（1963年4月—），男，瑶族，广西恭城人，中华人民共和国政治人物。

## 生平
曾任河池市人民政府市长、广西壮族自治区人力资源和社会保障厅厅长，第十三届全国政协常务委员。在河池市任职期間，因在脫貧攻堅戰中作出突出貢獻，2021年2月25日，全國脫貧攻堅總結表彰大會上，唐云舒被授予「全國脫貧攻堅先進個人」荣誉称号。现任广西自治区政协农业和农村委员会主任委员。